# John Romero
John Romero, pe numele complet Alfonso John Romero, s-a născut pe 28 octombrie 1967, în Colorado Springs, Colorado, Statele Unite ale Americii. Este un designer, programator și dezvoltator de jocuri video american, cunoscut mai ales pentru contribuțiile sale la dezvoltarea unor jocuri video iconice precum Doom, Quake și Wolfenstein 3D. Romero este considerat unul dintre pionierii genului de jocuri video first-person shooter (FPS) și a avut un impact semnificativ asupra industriei jocurilor video.

## Tinerețea și începuturile carierei
Romero a crescut într-o familie de origine mexicană și cherokee. A descoperit pasiunea pentru jocuri video la o vârstă fragedă, când a început să programeze pe un Apple II în 1980. În 1984, la vârsta de 16 ani, Romero și-a publicat primul joc, "Scout Search," în revista "InCider."

## Primii ani în industria jocurilor video
Romero a lucrat la mai multe companii mici de software în anii '80, printre care Origin Systems și Softdisk. La Softdisk, l-a cunoscut pe John Carmack, alături de care va fonda mai târziu id Software. În acea perioadă, Romero a lucrat la diverse titluri pentru platformele Apple II și PC, acumulând experiență valoroasă în designul și programarea jocurilor video.

## id Software și revoluția FPS
În 1991, Romero, împreună cu John Carmack, Tom Hall și Adrian Carmack, au fondat id Software. Primul lor mare succes a fost jocul Commander Keen, lansat în 1990. Cu toate acestea, adevărata revoluție a venit odată cu lansarea Wolfenstein 3D în 1992, un joc care a pus bazele genului FPS și a definit standardele pentru viitoarele jocuri de acest tip.

### Doom
În 1993, id Software a lansat Doom, un joc care a revoluționat industria jocurilor video. Doom a fost un succes comercial și critic uriaș, cunoscut pentru grafică sa avansată, gameplay-ul rapid și atmosfera întunecată. Romero a fost unul dintre principalii designeri și programatori ai jocului, contribuind la crearea nivelurilor complexe și a mecanicilor inovatoare.

### Quake
În 1996, id Software a lansat Quake, un alt titlu revoluționar care a împins limitele tehnologiei jocurilor video. Quake a fost primul joc FPS care a folosit complet grafica 3D, iar Romero a jucat un rol esențial în dezvoltarea sa. Succesul lui Quake a consolidat reputația lui Romero ca unul dintre cei mai importanți creatori de jocuri din industria FPS.

## Cariera post-id Software
După plecarea sa de la id Software în 1996, Romero a fondat mai multe companii de jocuri, inclusiv Ion Storm. La Ion Storm, Romero a lucrat la Daikatana, un joc care, deși foarte așteptat, a fost considerat un eșec atât comercial, cât și critic din cauza problemelor de dezvoltare și a întârzierilor repetate.

## Alte proiecte și contribuții
În ciuda eșecului cu Daikatana, Romero a continuat să fie activ în industria jocurilor video. A colaborat la dezvoltarea mai multor jocuri și a fondat alte companii, precum Monkeystone Games și Gazillion Entertainment. De asemenea, a lucrat la jocuri mobile și a explorat noi tehnologii și platforme.

## Viața personală
John Romero este căsătorit cu Brenda Romero, o altă designer de jocuri video renumită. Împreună, cei doi au fondat Romero Games, o companie de dezvoltare de jocuri video. Cuplul are mai mulți copii și locuiește în Irlanda.

## Recunoașteri și premii
De-a lungul carierei sale, John Romero a primit numeroase premii și recunoașteri pentru contribuțiile sale la industria jocurilor video. El este considerat unul dintre cei mai influenți dezvoltatori de jocuri din toate timpurile și este respectat pentru impactul său durabil asupra genului FPS și asupra industriei în general.

## Moștenirea lui John Romero
John Romero este considerat un vizionar și un pionier în domeniul jocurilor video. Contribuțiile sale la genul FPS au influențat numeroși dezvoltatori și au pus bazele pentru multe dintre jocurile moderne. De-a lungul carierei sale, Romero a demonstrat o pasiune constantă pentru inovație și creativitate în designul jocurilor video.
John este o figură legendară în lumea jocurilor video, cunoscut pentru inovațiile sale și pentru contribuțiile semnificative la genul FPS. De la revoluționarea industriei cu Doom și Quake, până la explorarea noilor frontiere ale designului de jocuri, Romero a avut o carieră impresionantă și a lăsat o amprentă de neșters asupra jocurilor video.